# Cryptographis hemicitralis
Cryptographis hemicitralis là một loài bướm đêm trong họ Crambidae.